# Alexander Solotzew
Alexander Solotzew (russisch Александр Золотцев; * 17. Juli 1957 in Kaliningrad, Sowjetunion) ist ein deutscher Maler, Grafiker und Bildhauer russischer Abstammung.

## Leben
Solotzew wurde in eine Künstlerfamilie mit belarussischen Wurzeln in Kaliningrad geboren. Sein Vater war Kunstlehrer an der Kunstschule Tambow.
1981 siedelte Solotzew in die Deutsche Demokratische Republik über. Wenige Monate vor Öffnung der innerdeutschen Grenze im Jahr 1989 verlegte Solotzew seinen Wohnsitz zunächst nach Landau in der Pfalz. Seit 1989 ist Solotzew Mitglied im Berufsverband Bildender Künstler Rheinland-Pfalz im Bundesverband e.V. 1992 erhielt er die deutsche Staatsbürgerschaft.
1994 wurde ihm von der Stadt Landau in der Pfalz die Künstlerwohnung in der historischen Villa Streccius zur Verfügung gestellt. Hier konnte er jährlich sein Schaffen in großformatigen Bildern zeigen. 2011 zog er von Landau in der Pfalz ins benachbarte Annweiler am Trifels, wo er eine ehemalige Kirche beziehen konnte, die ihm bis heute als Studio dient. Aufgrund seiner regelmäßigen Ausstellungen in den Vereinigten Staaten von Amerika unterhält Solotzew auch einen Wohnsitz in Florida.
Auf Einladung des National Arts Club in New York City präsentierte Alexander Solotzew dort die Einzelausstellung "Life in Colors", die von der Russisch-Amerikanischen Gesellschaft organisiert und kuratiert wurde und auf ein breites Medieninteresse stieß.
Alexander Solotzew ist mit Marina Solotzew verheiratet.

## Werk
Solotzew hat sich in seinen Werken von zahlreichen Themen inspirieren lassen von denen teilweise umfangreiche Werkserien entstanden: Beispiele dafür sind: das  russische Ballett, der Zirkus, Menschen und Puppen, Mozart, Engel, jüdische Hochzeiten, der Tango in Paris, der kubanischen Salsa, der Karneval in Venedig, Stierkämpfer, Akte (in Rot), die Felder der Provence, und Florida.

## Ehrungen
- 1997: Kunst- und Kulturpreis der Stadt Wernigerode
- 2018: Goldene Plakette der Stadt Annweiler am Trifels[2]

## Ausstellungen (Auswahl)
- 2022: „Life In Colors“, Art Ovation Hotel, Sarasota, Florida (USA)
- 2019: Rheinland-Pfalz-Tag 2019, Annweiler am Trifels (Deutschland)
- 2018: Fine Art Solotzew Galerie, Sarasota, Florida (USA)
- 2017: Galerie Neuheisel, Saarbrücken (Deutschland)
- 2017: National Arts Club, New York, New York (USA)
- 2016: Deutsch-Amerikanisches Kulturzentrum, Chicago, Illinois (USA)
- 2015: Hohenstaufensaal, Annweiler am Trifels (Deutschland)
- 2014: Generalkonsulat der Bundesrepublik Deutschland, Miami, Florida (USA)
- 2013: Russisch-Amerikanisches Kunstmuseum, Naples, Florida (USA)
- 2009: „Visions of Watercolours today - Aquarellvisionen heute“, Gemeinschaftsausstellung mit Künstlern des Londoner Royal Institute of Painters in Water Colour, Villa Streccius, Landau in der Pfalz (Deutschland)[3]
- 2008: Armonia International Foundation, „Das russische Ballet“, Gaeta (Italien)
- 2008: „100 Jahre nach Kandinsky, Jawlensky und Werefkin – Russische Künstler in Murnau“, Murnau (Deutschland)
- 2008: „Farbe in meinem Leben“, Kunstforum Leismann, St. Ingbert
- 2001: Staatskanzlei Rheinland-Pfalz, Mainz (Deutschland)
- 1994 bis 2010: Jährliche Werkausstellungen, Villa Streccius, Landau in der Pfalz (Deutschland)